# يوسف عز الدين شاه
السلطان يوسف عز الدين شاه ابن السلطان عبد الجليل كرامة الله ناصر الدين مختارم شاه، (15 يناير 1890 - 4 يناير 1963) هو سلطان فيرق الثاني والثلاثين، وهي ولاية في اتحاد مالايا آنذاك.

## نشأته
ولد راجا يوسف في 15 يناير 1890 في بوكيت تشاندان، في كوالا كانغسار في فيرق. كان الابن الأكبر للسلطان عبد الجليل كرامة الله ناصر الدين مختارم شاه ابن السلطان إدريس مرشد العزم شاه. تلقى راجا يوسف تعليمه في مدرسة هوغان (التي تغيرت لاحقًا إلى مدرسة كليفورد) في كوالا كانغسار. وأصبح راجا دي هيلير في عام 1919 ولاحقًا في عام 1921، أصبح راجا بنداهارا.

## سلطان فيرق
في عام 1938 بعد وفاة عمه السلطان إسكندر شاه ابن السلطان إدريس مرشد العزم شاه، أصبح راجا مودا. واعتلى راجا يوسف عرش فيرق عام 1948 بعد وفاة ابن عمه السلطان عبد العزيز المعتصم بالله شاه ابن راجا مودا موسى.

## وفاته
توفي في آستانة إسكندرية في الساعة 4:12 من بعد ظهر يوم 4 يناير 1963، بعد عشرة أسابيع من إصابته بالشلل الجزئي عن عمر يناهز 72 عامًا. ودفن في ضريح الغفران الملكي في بوكيت تشاندان، وخلفه ابن عمه السلطان إدريس إسكندر المتوكل على الله شاه ابن السلطان إسكندر شاه.